# Valladares (apellido)
Valladares o Valadares, apellido oriundo de Galicia y muy disperso en España, Portugal y Sudamérica.

## Etimología
Se cree que el apellido proviene de la palabra «valladar», que según la Real Academia Española significa «Obstáculo de cualquier clase para impedir que sea invadido o allanado algo» o de «vallado» (del latino vallātus), que significa «Cerco que se levanta y se forma de tierra apisonada, o de bardas, estacas, etc., para defender un sitio e impedir la entrada en él». En todo caso se trata de un apellido toponímico y no patronímico.

## Orígenes
Valladares (o  Valadares en portugués y gallego) tiene su origen en la antigua tierra de Valadares, cerca de Melgazo, el municipio más septentrional de Portugal en la orilla sur del Miño que forma la frontera entre España y Portugal en su tramo final antes de desembocar en el océano Atlántico. Debido a la proximidad del norte de Portugal y Galicia, los Valladares se encuentran en ambos lados de la frontera.
Uno de los primeros Valladares fue Suero Aires de Valladares, hijo de Eduardo Daniel Valladares y de Jimena Núñez, ambos gallegos.  Suero fue miembro de la curia regia del rey Alfonso Henriques y aparece confirmando diplomas reales desde 1169 hasta 1179. Suero contrajo un primer matrimonio con Elvira Nunes Velho y después de enviudar, se casó con María Alfonso, una hija ilegítima del rey Alfonso IX de León y su amante Teresa Gil de Soverosa. María Alfonso había casado anteriormente con Álvaro Fernández de Lara y después fue la concubina de su sobrino el rey Alfonso X de Castilla y de León. Suero fue su segundo esposo.
Miembro de esta familia fue Aldonza Lorenzo de Valladares, la madre de la célebre Inés de Castro.